# Hans Fromm (Germanist)
Hans Fromm (* 26. Mai 1919 in Berlin; † 25. Juni 2008 in Ottobrunn) war ein deutscher Philologe. Er war Professor für Deutsche Philologie (germanistische Mediävistik) und Finnougristik.

## Leben
Hans Fromm wurde als Sohn von Luise Fromm, geborene Hennig, und des Rektors Rudolf Fromm geboren. Nach seinem Abitur in Berlin studierte er von 1937 bis 1941 an der Universität Berlin Germanistik, Anglistik und Klassische Philologie, welche er mit dem Staatsexamen 1941 abschloss. 1946 wurde er an der Universität Tübingen bei Hermann Schneider zum Dr. phil. promoviert. Von 1952 bis 1957 war er Lektor und Professor für Germanische Philologie an der Universität Turku in Finnland. 1957 habilitierte er sich an der LMU München bei Hugo Kuhn und Wolfgang Schlachter. 1958 bis 1960 war er Privatdozent für Deutsche Philologie und 1960 wurde er zum außerordentlichen Professor für Deutsche Philologie an der LMU München ernannt.
Im Jahr 1963 erhielt er einen Ruf auf die ordentliche Professur für Deutsche Philologie und Finnougristik an der LMU München und er wurde Vorstand des Instituts für Deutsche Philologie. Von 1970 bis 1971 war er Dekan der Philosophischen Fakultät. 1987 wurde er emeritiert.
Hans Fromm war evangelisch, ab 1974 verheiratet mit Beatrice Fromm, geborene Müller-Hansen, hatte eine Tochter (Dorothea) und wohnte zuletzt im oberbayerischen Ottobrunn, wo er auch starb.

## Wirken
Von 1946 bis 1952 war er Leiter der Bibliographischen Arbeitsstelle Tübingen. Schwerpunkt seiner Arbeit waren die Literatur des deutschen Mittelalters sowie die finnische Sprache und Literatur. Er wirkte jedoch auch als Herausgeber und Förderer zeitgenössischer Dichtung. Unter anderem gab er von 1959 bis 1969 mit Bernt von Heiseler Der Kranich. Ein Jahrbuch für die Dramatische, Lyrische und Epische Kunst und die Anthologie Das Erlebnis der Gegenwart heraus. Zum Briefwechsel seines Freundes Heiseler mit Reinhold Schneider schrieb er die Einführung.
Auch dem Dichter und Lyriker Ludwig Friedrich Barthel war er verbunden. Mit dessen Witwe Annemarie Barthel gab er zwischen 1968 und 1971 die nachgelassenen Aphorismen und die autobiographischen Stücke des Lebens in drei Lyrikbänden heraus.
Seit 1971 war er ordentliches Mitglied der Bayerischen Akademie der Wissenschaften, seit 1979 korrespondierendes Mitglied der Finnischen Akademie der Wissenschaften, hatte 1968 und 1985 den Finnischen Orden erhalten und war seit 1990 Träger des finnischen Ehrentitels „Akademiker“ und seit 1991 Mitglied der Akademie der Wissenschaften zu Göttingen.

## Ehrungen und Auszeichnungen
- 1969 Ehrendoktor (Dr. phil. h. c.) der Universität Turku
- 1969 Komtur des Ordens des Löwen von Finnland
- 1979 Komtur des Finnischen Ordens der Weißen Rose
- 1980 Ehrenmitglied der Studienstiftung des Deutschen Volkes
- 1984 Verdienstkreuz 1. Klasse des Verdienstordens der Bundesrepublik Deutschland
- 1985 Großes Verdienstkreuz des Verdienstordens der Bundesrepublik Deutschland
- 1987 Brüder-Grimm-Preis der Philipps-Universität Marburg
- Finnisch-Ugrische Gesellschaft (Membre d’Honneur)

## Schriften (Auswahl)
- Bibliographie deutscher Übersetzungen aus dem Französischen 1700–1948. 6 Bände. Verl. für Kunst und Wissenschaft, Baden-Baden 1950–1953; Neuauflage 1981.
- Deutsche Balladen. 9. Auflage. 1984.
- Untersuchungen zum Marienleben des Priesters Wernher. 1955.
- Finnisches Elementarbuch. 2 Bände. Winter, Heidelberg 1956.
- Finnische Grammatik. Winter, Heidelberg 1956.
- Germanistische Bibliographie seit 1945. Theorie und Kritik. 1960.
- Kalevala, mit deutscher Versübersetzung und eigenem Kommentarband, München 1967.
- als Hrsg.: Der deutsche Minnesang. 2 Bände. Wissenschaftliche Buchgesellschaft, Darmstadt 1972 und 1985 (= Wege der Forschung. Band 15 und 608).
- als Übers.: Kalevala. 2 Bände. 1967. (Übersetzung und Kommentar).
- mit Klaus Grubmüller: Konrad von Fußesbrunnen: Die Kindheit Jesu. Kritische Ausgabe. De Gruyter, Berlin / New York 1973.
- Konrad von Fußesbrunnen. In: Verfasserlexikon. 2. Auflage. Band 5, 1984, Sp. 172–175.
- Finnische Grammatik. Winter, Heidelberg 1982.